# Džengis Čavušević
Džengis Čavušević (ur. 26 listopada 1987 w Lublanie) – słoweński piłkarz grający na pozycji napastnika. Od 2012 roku jest zawodnikiem klubu FC Sankt Gallen.

## Kariera klubowa
Swoją karierę piłkarską Čavušević rozpoczął w juniorach klubu NK Šmartno, a następnie trenował w ND Slovan. W 2006 roku przeszedł do NK Domžale. 27 maja 2006 roku zadebiutował w pierwszej lidze słoweńskiej w zremisowanym 0:0 wyjazdowym meczu z NK Primorje. W sezonie 2006/2007 wywalczył z Domžale mistrzostwo Słowenii. Latem 2007 wygrał z tym klubem Superpuchar Słowenii. W sezonie 2007/2008 obronił z Domžale tytuł mistrzowski. W Domžalach grał do końca 2009 roku.
Na początku 2010 roku Čavušević przeszedł do FC Wil. W szwajcarskiej drugiej lidze swój debiut zanotował 10 marca 2010 w zremisowanym 1:1 domowym spotkaniu z FC Vaduz. W FC Wil Słoweniec występował do zakończenia sezonu 2011/2012.
W 2012 roku Čavušević przeszedł do FC Sankt Gallen. 21 lipca 2012 zadebiutował w nim w Swiss Super League w wygranym 1:0 wyjazdowym meczu z Lausanne Sports.
| Sezon   | Klub            | Kraj       | Rozgrywki        | Mecze | Bramki |
| ------- | --------------- | ---------- | ---------------- | ----- | ------ |
| 2005/06 | NK Domžale      | Słowenia   | 1. SNL           | 2     | 0      |
| 2006/07 | NK Domžale      | Słowenia   | 1. SNL           | 1     | 0      |
| 2007/08 | NK Domžale      | Słowenia   | 1. SNL           | 6     | 0      |
| 2008/09 | NK Domžale      | Słowenia   | 1. SNL           | 23    | 5      |
| 2009/10 | NK Domžale      | Słowenia   | 1. SNL           | 20    | 2      |
| 2009/10 | FC Wil          | Szwajcaria | Challenge League | 15    | 7      |
| 2010/11 | FC Wil          | Szwajcaria | Challenge League | 25    | 12     |
| 2011/12 | FC Wil          | Szwajcaria | Challenge League | 24    | 13     |
| 2012/13 | FC Sankt Gallen | Szwajcaria | Super League     | 20    | 4      |

## Kariera reprezentacyjna
W reprezentacji Słowenii Čavušević zadebiutował 16 października 2012 roku w przegranym 0:1 meczu eliminacji do MŚ 2014 z Albanią, rozegranym w Tiranie. W 59. minucie tego meczu zmienił Zlatko Dedicia.